# LG G2 mini
Az LG G2 mini az LG érintőképernyős, Android operációs rendszerrel működő középkategóriás okostelefonja. A készülék a G2 telefonnal az LG G2-család tagja.

## Főbb paraméterek
- Processzor: Qualcomm / MSM8926 / 1.2GHz Quad Core
- Kijelző: 4,7 collos (960x540)
- Kamera: 8 megapixeles elsődleges kamera, 1,3 megapixeles másodlagos kamera
- Akku: 2,440mAh
- Operációs rendszer: Android 4.4 KitKat
- Méret: 129,6 x 66,0 x 9,9 mm
- Súly: 121 g
- Hálózat: 2G: GSM 850/900/1800/1900 MHz 3G: 850/900/1900/2100 MHz 4G: B1(2100) / B3(1800) / B7(2600) / B8(900) / B20(800) MHz
- Egyéb: Mozgásérzékelő, RDS